# グレナディアガーズ (競走馬)
グレナディアガーズ（欧字名:Grenadier Guards、2018年2月4日 - ）は、日本の競走馬。主な勝ち鞍は2020年の朝日杯フューチュリティステークス、2021年の阪神カップ。
馬名の由来はイングランドの擲弾兵近衛連隊。

## 戦績
- 特記事項なき場合、本節の出典はJBISサーチ[4]

### デビュー前
母ウェイヴェルアベニューはカナダに生まれ、2015年の米G1・BCフィリー＆メアスプリントを勝利、翌2016年の同レースでも2着に入っている。引退後はイギリスへ送られてフランケルを配合された状態で日本へと輸入され、本馬を出産した（持込馬）。

### 2歳（2020年）
7月26日、新潟競馬場での2歳新馬戦でデビューし、2着。3戦目で初勝利を挙げ、続く朝日杯フューチュリティステークスでは道中好位でレースを進め、直線に入って抜け出すと最後は中団から追い上げてきたステラヴェローチェに4分の3馬身差をつけGI初制覇を果たすとともに、阪神競馬場での芝1600メートル2歳コースレコードとなる1分32秒3をマークした。JRA賞最優秀2歳牡馬の選考では、262票を集めたホープフルステークス優勝馬ダノンザキッドに対して21票しか得られなかった。

### 3歳（2021年）
年明けの3歳初戦のファルコンステークスではルークズネストからアタマ差の2着。続くNHKマイルカップでは、道中3番手から直線早めに先頭に立つもののシュネルマイスターとソングラインに捕らえられ3着に終わった。夏は休養し秋初戦、京成杯オータムハンデキャップは外から伸びるも前を捕らえきれず3着に敗れた。池添謙一に乗り替わって挑んだマイルチャンピオンシップは好位につけたが直線で馬群に沈み13着に沈んだ。C.デムーロとのコンビで挑んだ阪神カップでは好位でレースを進め、最後の直線で大外に持ち出して先行各馬を差し切り、1馬身1/2差を付ける完勝で朝日杯フューチュリティステークス以来1年振りとなる勝利を飾った。

### 4歳（2022年）
4歳初戦となった高松宮記念は内枠有利の馬場で大外枠が響き、12着と惨敗した。次走はイギリスに遠征しプラチナジュビリーステークスに出走、24頭立て19着と大敗に終わった。その後は休養に入り、6か月ぶり、連覇を狙った阪神カップは中団から伸びてきたが、最後はダイアトニックと叩き合いにハナ差敗れ惜しい2着となった。

### 5歳（2023年）
5歳初戦、1.7倍と抜けた1番人気に推された阪急杯は直線で伸びきれず7着に敗れる。
続く3月26日の高松宮記念では道中最後方待機から最後の直線でメンバー上がり最速となる34秒9の末脚を発揮したが5着となる。レース後、放牧先での馬体チェックにおいて右前脚の膝に熱感があったため、経過観察をしていたが、骨折の疑いが生じたので、4月5日に栗東トレーニングセンターに移動し、レントゲン検査の結果、右第3手根骨を骨折が判明し、6か月以上の休養を余儀なくされる。10月28日のスワンステークスで7か月ぶりに実戦復帰したが、終始外々を回されて6着に終わる。
12月18日に馬主のサンデーサラブレッドクラブがホームページの中で、12月23日の阪神カップをもって、現役を引退することを発表した。引退レースとなった12月23日の阪神カップでは後方で脚を溜め、直線で大外から懸命に追い込んでウインマーベルの2着と好走した。
12月27日付でJRAの競走馬登録を抹消され、引退後は北海道安平町の社台スタリオンステーションで種牡馬として供用される。

## 競走成績
以下の内容は、JBISサーチ、netkeiba.com、Racing PostおよびBHAの情報に基づく。
| 競走日     | 競馬場     | 競走名              | 格   | 距離（馬場）  | 頭 数 | 枠 番 | 馬 番 | オッズ （人気） | 着順 | タイム （上り3F） | 着差  | 騎手        | 斤量 [kg] | 1着馬（2着馬）         | 馬体重 [kg] |
| ---------- | ---------- | ------------------- | ---- | ------------- | ----- | ----- | ----- | --------------- | ---- | ----------------- | ----- | ----------- | --------- | ---------------------- | ----------- |
| 2020.07.26 | 新潟       | 2歳新馬             |      | 芝1400m（良） | 15    | 6     | 10    | 001.50（1人）   | 02着 | R1:22.4（34.5）   | -0.1  | 0川田将雅   | 54        | サルビア               | 452         |
| 0000.09.19 | 中京       | 2歳未勝利           |      | 芝1600m（良） | 10    | 7     | 7     | 002.60（2人）   | 04着 | R1:34.3（37.0）   | -1.2  | 0川田将雅   | 54        | レッドベルオーブ       | 454         |
| 0000.11.07 | 阪神       | 2歳未勝利           |      | 芝1400m（良） | 17    | 4     | 8     | 001.70（1人）   | 01着 | R1:20.4（34.3）   | -0.5  | 0川田将雅   | 55        | （ロードリスペクト）   | 456         |
| 0000.12.20 | 阪神       | 朝日杯FS            | GI   | 芝1600m（良） | 16    | 1     | 2     | 017.50（7人）   | 01着 | R1:32.3（34.5）   | -0.1  | 0川田将雅   | 55        | （ステラヴェローチェ） | 458         |
| 2021.03.20 | 中京       | ファルコンS         | GIII | 芝1400m（良） | 15    | 3     | 4     | 001.80（1人）   | 02着 | R1:20.1（34.9）   | -0.0  | 0川田将雅   | 57        | ルークズネスト         | 458         |
| 0000.05.09 | 東京       | NHKマイルC          | GI   | 芝1600m（良） | 18    | 4     | 8     | 003.40（1人）   | 03着 | R1:32.1（35.1）   | -0.5  | 0川田将雅   | 57        | シュネルマイスター     | 460         |
| 0000.09.12 | 中山       | 京成杯AH            | GIII | 芝1600m（良） | 16    | 1     | 1     | 002.80（1人）   | 03着 | R1:32.1（34.0）   | -0.1  | 0川田将雅   | 56        | カテドラル             | 460         |
| 0000.11.21 | 阪神       | マイルCS            | GI   | 芝1600m（良） | 16    | 5     | 9     | 010.10（4人）   | 13着 | R1:33.8（34.4）   | -1.2  | 0池添謙一   | 56        | グランアレグリア       | 466         |
| 0000.12.25 | 阪神       | 阪神C               | GII  | 芝1400m（良） | 18    | 6     | 12    | 005.00（3人）   | 01着 | R1:20.3（34.0）   | -0.3  | 0C.デムーロ | 56        | （ホウオウアマゾン）   | 468         |
| 2022.03.27 | 中京       | 高松宮記念          | GI   | 芝1200m（重） | 18    | 8     | 18    | 005.60（3人）   | 12着 | R1:08.8（34.3）   | -0.5  | 0福永祐一   | 57        | ナランフレグ           | 460         |
| 0000.06.18 | アスコット | プラチナジュビリーS | G1   | 芝6F（GF）    | 24    | 4     | 10    | 051.0（19人）   | 19着 | R1:13.50          | -1.33 | 0C.デムーロ | [ 注 2 ]  | Naval Crown            | 計不        |
| 0000.12.24 | 阪神       | 阪神C               | GII  | 芝1400m（良） | 18    | 8     | 18    | 004.40（2人）   | 02着 | R1:20.2（35.0）   | -0.0  | 0C.デムーロ | 57        | ダイアトニック         | 470         |
| 2023.02.26 | 阪神       | 阪急杯              | GIII | 芝1400m（良） | 15    | 4     | 7     | 001.70（1人）   | 07着 | R1:20.1（34.3）   | -0.6  | 0岩田望来   | 57        | アグリ                 | 474         |
| 0000.03.26 | 中京       | 高松宮記念          | GI   | 芝1200m（不） | 18    | 8     | 16    | 028.4（10人）   | 05着 | R1:12.0（34.9）   | -0.5  | 0岩田望来   | 58        | ファストフォース       | 468         |
| 0000.10.28 | 京都       | スワンS             | GII  | 芝1400m（良） | 18    | 4     | 8     | 005.60（2人）   | 06着 | R1:20.3（33.6）   | -0.4  | 0岩田望来   | 57        | ウイングレイテスト     | 468         |
| 0000.12.23 | 阪神       | 阪神C               | GII  | 芝1400m（良） | 17    | 5     | 10    | 005.00（3人）   | 02着 | R1:19.4（33.8）   | -0.1  | 0R.ムーア   | 58        | ウインマーベル         | 476         |

- タイム欄のRはレコード勝ちを示す
- 海外の枠番はゲート番
- 海外のオッズ・人気はBHAのもの（日本式のオッズ表記とした）

## 血統表
| グレナディアガーズの血統                           | グレナディアガーズの血統                                                                        | グレナディアガーズの血統                                                                        | （血統表の出典）                                                                                | （血統表の出典） |
| 父系                                               | サドラーズウェルズ系                                                                            | サドラーズウェルズ系                                                                            | サドラーズウェルズ系                                                                            | [ § 2 ]          |
| 父 Frankel 2008 鹿毛                               | 父の父Galileo 1998 鹿毛                                                                         | Sadler's Wells                                                                                  | Northern Dancer                                                                                 | Northern Dancer  |
| 父 Frankel 2008 鹿毛                               | 父の父Galileo 1998 鹿毛                                                                         | Sadler's Wells                                                                                  | Fairy Bridge                                                                                    |                  |
| 父 Frankel 2008 鹿毛                               | 父の父Galileo 1998 鹿毛                                                                         | Urban Sea                                                                                       | Miswaki                                                                                         | Miswaki          |
| 父 Frankel 2008 鹿毛                               | 父の父Galileo 1998 鹿毛                                                                         | Urban Sea                                                                                       | Allegretta                                                                                      |                  |
| 父 Frankel 2008 鹿毛                               | 父の母Kind 2001 鹿毛                                                                            | *デインヒル                                                                                     | Danzig                                                                                          | Danzig           |
| 父 Frankel 2008 鹿毛                               | 父の母Kind 2001 鹿毛                                                                            | *デインヒル                                                                                     | Razyana                                                                                         |                  |
| 父 Frankel 2008 鹿毛                               | 父の母Kind 2001 鹿毛                                                                            | Rainbow Lake                                                                                    | Rainbow Quest                                                                                   | Rainbow Quest    |
| 父 Frankel 2008 鹿毛                               | 父の母Kind 2001 鹿毛                                                                            | Rainbow Lake                                                                                    | Rockfest                                                                                        |                  |
| 母 *ウェイヴェルアベニュー Wavell Avenue 2011 鹿毛 | 母の父Harlington 2002                                                                           | Unbridled                                                                                       | Fappiano                                                                                        | Fappiano         |
| 母 *ウェイヴェルアベニュー Wavell Avenue 2011 鹿毛 | 母の父Harlington 2002                                                                           | Unbridled                                                                                       | Gana Facil                                                                                      |                  |
| 母 *ウェイヴェルアベニュー Wavell Avenue 2011 鹿毛 | 母の父Harlington 2002                                                                           | Serena's Song                                                                                   | Rahy                                                                                            | Rahy             |
| 母 *ウェイヴェルアベニュー Wavell Avenue 2011 鹿毛 | 母の父Harlington 2002                                                                           | Serena's Song                                                                                   | Imagining                                                                                       |                  |
| 母 *ウェイヴェルアベニュー Wavell Avenue 2011 鹿毛 | 母の母Lucas Street 2004                                                                         | Silver Deputy                                                                                   | Deputy Minister                                                                                 | Deputy Minister  |
| 母 *ウェイヴェルアベニュー Wavell Avenue 2011 鹿毛 | 母の母Lucas Street 2004                                                                         | Silver Deputy                                                                                   | Silver Valley                                                                                   |                  |
| 母 *ウェイヴェルアベニュー Wavell Avenue 2011 鹿毛 | 母の母Lucas Street 2004                                                                         | Ruby Park                                                                                       | Bold Ruckus                                                                                     | Bold Ruckus      |
| 母 *ウェイヴェルアベニュー Wavell Avenue 2011 鹿毛 | 母の母Lucas Street 2004                                                                         | Ruby Park                                                                                       | Katebyrne                                                                                       |                  |
| 母系(F-No.)                                        | ウェイヴェルアベニュー系(FN:10-a)                                                               | ウェイヴェルアベニュー系(FN:10-a)                                                               | ウェイヴェルアベニュー系(FN:10-a)                                                               | [ § 3 ]          |
| 5代内の近親交配                                    | Mr.Prospector 5 × 5 × 5 = 9.38％、Blushing Groom 5 × 5 = 6.25％、Northern Dancer 4 × 5 = 9.38％ | Mr.Prospector 5 × 5 × 5 = 9.38％、Blushing Groom 5 × 5 = 6.25％、Northern Dancer 4 × 5 = 9.38％ | Mr.Prospector 5 × 5 × 5 = 9.38％、Blushing Groom 5 × 5 = 6.25％、Northern Dancer 4 × 5 = 9.38％ | [ § 4 ]          |
| 出典                                               | 1. 2. 3. 4.                                                                                     | 1. 2. 3. 4.                                                                                     | 1. 2. 3. 4.                                                                                     | 1. 2. 3. 4.      |

- 母ウェイヴェルアベニューはBCフィリー&メアスプリントの勝ち馬[31]。
- 半妹クイーンズウォーク（父キズナ）は2024年のクイーンカップとローズステークス、2025年の金鯱賞勝ち馬。